# Snow White's Poison Bite
Gli Snow White's Poison Bite (abbreviato SWPB) sono un gruppo musicale post-hardcore finlandese, formatosi a Joensuu nel 2007. La loro musica può essere descritta come post-hardcore, screamo o emo, anche se la band l'ha descritta come "Murdercore" o "Killcore".

## Storia del gruppo
Gli Snow White's Poison Bite nascono all'inizio del 2007 da Allan ”Jeremy Thirteenth” Cotterill, Juuso Puhakka, Tuomo Korander e Teemu Leikas. Più tardi, nel 2008, la band è stata completata con il bassista Jarkko Penttinen. Alla fine del 2009 Juuso Puhakka ha lasciato la band a causa di divergenze personali e musicali, da allora la band è diventato un quartetto. Il cantante Allan Cotterill è nato in Inghilterra ma vive in Finlandia da quando aveva sei anni, mentre il resto della band è finlandese.
Nel maggio del 2009 gli SWPB vincono il premio Big Boom. Il premio era di tre giorni in studio e un concerto al famoso festival di mezza estate Himos Festival. Nello stesso anno aprono il concerto per gli Alesana ad Helsinki. Sono stati anche in tour con il Music Against Drugs Tour in Finlandia, che fa parte dell'organizzazione Youth Against Drugs (YAD).
All'inizio del 2009 gli SWPB hanno firmato un contratto con le etichette Poko Rekords/EMI. Nel Febbraio del 2009 gli SWPB pubblicato il primo EP, Drama Trough Your Stereo, con l'etichetta Poko Rekords.
Nei primi mesi del 2010 la band firma un contratto discografico con la Sound Of Finland e pubblicato due singoli, Valentine's Doom, anche in download gratuito e Kristy Killings.
Il loro album di debutto, The Story of Kristy Killings, è stato commercializzato il 27 ottobre 2010. La versione giapponese dell'album è stata pubblicata attraverso Marquee/Avalon e in digitale attraverso iTunes negli Stati Uniti.
Il 5 maggio 2011, Tuomo Korander, Jarkko Penttinen e Teemu Leikas hanno annunciato la loro uscita dalla band, costringendoli ad annullare le date del tour, rendendo Allan Cotterill l'unico membro originale della band ancora attivo. Nello stesso anno gli arrivi del nuovo chitarrista Tuomo Räisänen, del nuovo batterista Niko Hyttinen e del nuovo bassista Hannu Saarimaa sono stati annunciati attraverso la pagina Facebook e il canale di YouTube ufficiale della band.
Il 19 gennaio 2013 viene annunciata l'uscita del nuovo album, Featuring: Dr. Gruesome And The Gruesome Gory Horror Show, per il 16 aprile; l'album ha ricevuto soprattutto recensioni positive.

## Formazione

### Formazione attuale
- Allan "Jeremy Thirteenth" Cotterill - voce melodica e chitarra (2007 - presente)
- Niko "Hoker Dine" Hyttinen - batteria (2012 - presente)
- Hannu "Bobo" Saarimaa - basso (2012 - presente)

### Ex componenti
- Juuso Puhakka - voce growl (2007 – 2009)
- Tuomo Korander - chitarra (2007 - 2011)
- Jarkko Penttinen - basso (2007 - 2011)
- Teemu Leikas - batteria (2007 - 2011)

## Discografia
Album
- The Story of Kristy Killings (Sound Of Finland, 2010)
- Featuring: Dr. Gruesome And The Gruesome Gory Horror Show (Victory Records, 2013)

EP
- Snow White's Poison Bite (autoprodotto, 2008)
- Drama Trough Your Stereo (Poko Rekords, 2009)

Singoli
- So Cinderella (2008)
- She's A Trendy Designer On Her Wrists (2009)
- Valentine's Doom (2010)
- Kristy Killings (2010)
- The End Of Prom Night (2010)
- Count Dracula Kid (2012)
- Gruesome Gory Horror Show (2013)

## Videografia
- So Cinderella (2008)
- She's A Trendy Designer On Her Wrists (2009)
- The End Of Prom Night (2010)
- Will You Meet Me In The Graveyard? (2013)
- There's A New Creep On The Block (2013)